# Ruth Everuss
Ruth Rhonda Everuss (* 4. August 1944 in Sydney) ist eine ehemalige australische Schwimmerin. Sie gewann bei den British Empire and Commonwealth Games 1962 in Perth eine Goldmedaille.

## Sportliche Karriere
Einen Monat vor den Olympischen Spielen 1960 in Rom stellten Dawn Fraser, Alva Colquhoun, Ilsa Konrads und Lorraine Crapp in 4:16,2 Minuten einen neuen Weltrekord in der 4-mal-100-Meter-Freistilstaffel auf. Bei den olympischen Schwimmwettbewerben in Rom qualifizierten sich Sandra Morgan, Alva Colquhoun, Ruth Everuss und Lorraine Crapp in 4:17,6 Minuten mit der schnellsten Vorlaufzeit für den Endlauf. Im Finale schwammen Dawn Fraser, Ilsa Konrads, Lorraine Crapp und Alva Colquhoun in 4:11,3 Minuten fast fünf Sekunden schneller als beim Weltrekord, erhielten aber nur die Silbermedaille, weil die Staffel aus den Vereinigten Staaten den Weltrekord auf 4:08,9 Minuten herunterdrückte. Gemäß den bis 1980 gültigen Regeln erhielten Schwimmerinnen, die nur im Staffelvorlauf eingesetzt wurden, keine Medaille.
1962 bei den British Empire and Commonwealth Games siegte die australische 4-mal-110-Yards-Freistilstaffel in der Besetzung Dawn Fraser, Lynette Bell, Robyn Thorn und Ruth Everuss mit zehn Sekunden Vorsprung vor den Kanadierinnen und den Engländerinnen.